# Żakowski
Żakowski (forma żeńska: Żakowska; liczba mnoga: Żakowscy) – polskie nazwisko. Na początku lat 90. XX wieku w Polsce nosiły je 2375 osoby, według nowszych, internetowych danych noszą je 2427 osoby. Nazwisko pochodzi od nazwy miejscowej Żakowo lub Żakowice i jest najbardziej rozpowszechnione w centralnej Polsce.

## Znane osoby noszące to nazwisko
- Jacek Żakowski (ur. 1957) – polski dziennikarz i publicysta;
- Sławomir Żakowski (generał) (ur. 1963) – polski generał brygady;
- Jakub Żakowski herbu Jastrzębiec (ur. ?) – Chorąży Halicki (1436 r.)
- Adrian Żakowski (Biskup poznański)
- Wojciech Żakowski (ur. 1929) – polski matematyk, profesor zwyczajny Politechniki Warszawskiej.

## Wariant ortograficznyZakowski
- Leonid Zakowski (1894–1938) – Łotysz i funkcjonariusz radzieckich organów bezpieczeństwa;
- Peter Zakowski (ur. 1966) – niemiecki kierowca wyścigowy.